# Кононовка (Лубенский район)
Кононовка (укр. Кононівка) — село,
Высшебулатецкий сельский совет,
Лубенский район,
Полтавская область,
Украина.
Код КОАТУУ — 5322881402. Население по переписи 2001 года составляло 153 человека.

## Географическое положение
Село Кононовка находится в 1-м км от города Лубны и села Чудновцы.
По селу протекает пересыхающий ручей с запрудой.

## Известные люди
- Гоголь-Яновский Афанасий Демьянович (1738—1805) — российский государственный служащий, секунд-майор, родоначальник дворянского рода Гоголь-Яновских, отец Василия Гоголь-Яновского, дед Николая Гоголя, родился в селе Кононовка.
- Ханка Белицкая (9.11.915 в Кононовке — 9.03.2016 в Варшаве) — польская актриса театра, кино и кабаре.